# Хералд (остров)
Хералд (на руски: Остров Геральд) е остров в северната част на Чукотско море, разположен на 70 km озточно от остров Врангел. Административно влиза в състава на Чукотски автономен окръг на Русия. Площ 11,3 km2. Максимална височина 364 m. На северозапад завършва с тясна (60 – 70 m) пясъчно-чакълеста коса. Покрит е с тундрова растителност.
Остров Хералд е открит през август 1849 г. от английския полярен изследовател капитан Хенри Келет и е наименуван в чест на кораба „Хералд“ („Herald“), който командва.